# Edyta Górniak (album)
Edyta Górniak – drugi album polskiej wokalistki Edyty Górniak. Jest to pierwszy w pełni anglojęzyczny i międzynarodowy album Edyty. W Japonii album zatytułowano Kiss Me, Feel Me i dołączono do niego kilka bonusów, m.in. Under Her Spell. W Japonii ukazała się również nigdzie indziej niewydana piosenka Never Will I, jako bonus na wydanym jesienią 1997 przez Toshiba EMI singlu One & One. Światowa premiera płyty miała miejsce 7 listopada 1997, natomiast polska 3 dni później, 10 listopada. 22 listopada 1997 ukazała się w Polsce wersja płyty wzbogacona o 3 bonusowe utwory. Płyta sprzedała się w nakładzie ponad 500 tys. egzemplarzy.
Nagrania w Polsce uzyskały status platynowej płyty.

## Lista utworów

### Edyta Górniak (edycja podstawowa)
Podstawowa wersja albumu została wydana w Polsce 10 listopada 1997.
1. Anything – 4:00
Muzyka/Słowa – Pam Sheyne, Will Mowat
2. If I Give Myself (Up) to You – 4:19
Muzyka/Słowa – Billy Steinberg, Rick Nowels, Tonio K.
3. Perfect Moment – 3:29
Muzyka/Słowa – Jim Marr, Wendy Pagee
4. When You Come Back to Me – 4:05
Muzyka/Słowa – Christopher Paul Pelcer, Nicol Smith, Robert White Johnson
5. Be Good or Be Gone – 4:17
Muzyka/Słowa – Siedah Garrett, Steven Dubin
6. One & One – 3:38
Muzyka/Słowa – Billy Steinberg, Marie-Claire D'Ubaldo, Rick Nowels
7. Linger – 4:12
Muzyka/Słowa – Dominic Bugatti
8. Soul Boy – 3:12
Muzyka/Słowa – Paul Buchanan
9. I Don't Know What's on Your Mind – 4:00
Muzyka/Słowa – Dennis Morgan, Rob Fisher, Simon Climie
10. The Day I Get Over You – 3:55
Muzyka/Słowa – Eliot Kennedy, George Merrill, Pam Sheyne, Shannon Rubicam
11. Miles & Miles Away – 5:06
Muzyka/Słowa – Daniel Sherman, Frantic, Zee Cowling
12. That's the Way I Feel About You – 3:59
Muzyka/Słowa – Allan Rich, Dave Koz, Jud Friedman
13. Gone – 2:47
Muzyka/Słowa – Helen Watson

### Edyta Górniak (edycja specjalna)
Edyta Górniak (edycja specjalna) jest rozszerzoną reedycją albumu Edyty Górniak przeznaczona na rynek Polski i wydaną 12 grudnia 1997. Na albumie dodatkowo znalazły się trzy nowe utwory: „Hunting High & Low” który jest coverem utworu z repertuaru norweskiego zespołu a-ha, „Coming Back to Love”, „Hope for Us” (duet z José Carrerasem) oraz nowa wersja piosenki „Anything”.
1. Anything – 4:00
2. If I Give Myself (Up) to You – 4:19
3. Perfect Moment – 3:29
4. When You Come Back to Me – 4:05
5. Be Good or Be Gone – 4:17
6. One & One – 3:38
7. Linger – 4:12
8. Soul Boy – 3:12
9. I Don't Know What's on Your Mind – 4:00
10. The Day I Get Over You – 3:55
11. Miles & Miles Away – 5:06
12. That's the Way I Feel About You – 3:59
13. Gone – 2:47
14. Hunting High & Low – 3:39
Muzyka/Słowa – Pål Waaktaar
15. Coming Back to Love – 4:08
Muzyka/Słowa – Kit Hain
16. Hope for Us – 4:17
Muzyka/Słowa – Jon Lind, Shelly Peiken

### Kiss Me, Feel Me (edycja japońska)
Kiss Me, Feel Me (jap. キス・ミー、フィール・ミー) jest japońską edycją albumu Edyta Górniak, która została wydana 7 listopada 1997 w Japonii na trzy dni przed premierą w Polsce. Album odróżnia się od pozostałych edycji okładką, liczbą piosenek oraz kolejnością ich umieszczenia. Zawiera również trzy bonusowe utwory. Layout wewnętrznej książeczki różni się od wersji polskiej językiem angielskim, w którym przedstawiono słowo wstępne i podziękowania wokalistki. Dodatkowo album zawiera biografię artystki, której tłumaczem był Toshiki Nakada.
Piosenka „Under Her Spell” została wydana tylko w Japonii na płycie Kiss Me, Feel Me, oraz w Niemczech na singlu komercyjnym One & One.
W Japonii ukazała się również nigdzie indziej niewydana piosenka „Never Will I” (autorstwa A.Roman, T. Leah, R. DoSalvo), jako bonus na wydanym jesienią 1997 przez Toshiba i EMI singlu promocyjnym One & One. Album Kiss Me, Feel Me sprzedał się w ponad 10 tys. nakładzie w Japonii.
1. One & One (jap. ワン・アンド・ワン) – 3:38
2. If I Give Myself (Up) to You (jap. イフ・アイ・ギヴ・マイセルフ・アップ・トゥ・ユー) – 4:19
3. Perfect Moment (jap. パーフェクト・モーメント) – 3:29
4. When You Come Back to Me (jap. ウェン・ユー・カム・バック・トゥ・ミー) – 4:05
5. Be Good or Be Gone (jap. ビー・グッド・オア・ビー・ゴーン) – 4:17
6. Anything (jap. エニシング) – 4:00
7. Linger (jap. リンガー) – 4:12
8. Soul Boy (jap. ソウル・ボーイ) – 3:12
9. I Don't Know What's on Your Mind (jap. アイ・ドント・ノー・ワッツ・オン・ユア・マインド) – 4:00
10. The Day I Get Over You (jap. ザ・デイ・アイ・ゲット・オーヴァー・ユー) – 3:55
11. Miles & Miles Away (jap. マイルズ・アンド・マイルズ・アウェイ) – 5:06
12. That's the Way I Feel About You (jap. ザッツ・ザ・ウェイ・アイ・フィール・アバウト・ユー) – 3:59
13. Gone (jap. ゴーン) – 2:47
14. Coming Back to Love (jap. カミング・バック・トゥ・ラヴ) – 4:08
15. Hunting High & Low (jap. ハンティング・ハイ・アンド・ロー) – 3:39
16. Under Her Spell (jap. アンダー・ハー・スペル) (4:19)
Muzyka/Słowa – Mark Waterfield, Sarah Cracknell

## Notowania
| Terytorium | Notowanie         | Pozycja | Źr.   |
| ---------- | ----------------- | ------- | ----- |
| Finlandia  | Musiikkituottajat | 22      | [ 4 ] |
| Norwegia   | VG-lista          | 13      | [ 5 ] |
| Szwecja    | Sverigetopplistan | 18      | [ 6 ] |
| Szwajcaria | Hitparade.ch      | 40      | [ 7 ] |

## Single
- When You Come Back to Me – pierwszy singel promujący album. Teledysk do piosenki nakręcił Tim MacMillan w Maritime Museum pod Greenwich. Zostały stworzone dwie, bardzo podobne do siebie wersje teledysku w którym Edyta przyjęła stylizację na wzór Audrey Hepburn. Za produkcję odpowiedzialny był Severine Hamilton.
- Anything – drugi międzynarodowy singel promujący album Edyty. Piosenkę promował teledysk posiadający dwie wersje. Pierwsza to forma reportażu – fragmenty wykonania utworu podczas koncertu w Republice Południowej Afryki, w które wkomponowano fragmenty zapisu promocji płyty w Południowej Afryce. Druga wersja jest studyjną wersją niemalże bliźniaczą wideoklipu do utworu One & One. Sam utwór posiada dwie wersje, które cechuje inna długość (00:04:00 oraz 00:04:08). Reżyserem teledysku był Phil Griffin a za nagranie odpowiedzialny był Andy Horner.
- One & One – trzeci singel wydany w różnych w wersjach, oraz na płycie winylowej z dwoma klubowymi remiksami autorstwa Superchumbo znanego obecnie z remiksów Kylie Minogue i Britney Spears. Teledysk to kombinacja materiału z Anything i nowych nagrań wokalu Edyty.
- Hope for Us – duet z José Carrerasem, wydany na promocyjnym singlu dla polskich słuchaczy.
- Linger – singel promocyjny rozesłany przez EMI do różnych europejskich rogzłośni radiowych w lipcu 1999. Do utworu nie został wyprodukowany teledysk.

## Twórcy
- Edyta Górniak – śpiew, chórki (6, 12)
- Alan Carvell – chórki (5, 12)
- Christine Collister – chórki (13)
- Christopher Neil – produkcja (all tracks), chórki (1, 5)
- Eliot Kennedy – gitara basowa, bębny, instrumenty klawiszowe, chórki (10)
- George Merrill – chórki (10)
- Gareth Ashton – asystent inżyniera dźwięku
- Helen Watson – chórki (13)
- Hugh Burns – gitara hiszpańska (4, 6)
- Jackie Raw – chórki (4, 9, 12
- Jarosław Regulski – inżynier dźwięku (Hope for us)
- Jim Marr – instrumenty klawiszowe (3)
- John Themis – gitara hiszpańska (6)
- Juliet Roberts – chórki (4 ,9, 12)
- Krzesimir Dębski – aranżacja, dyrygent (Hope for us)
- Lee Phillips – asystent inżyniera dźwięku (3)
- Linda Taylor – chórki (5)
- Luis Jardin – perkusja (2, 4)
- Melanie Harrold – chórki (13)
- Neal Wilkinson – perkusja (7, 11)
- Neil Tucker – asystent inżyniera dźwięku
- Nigel Rush – dodatkowe instrumenty klawiszowe (1), chórki (1)
- Orkiestra Polskiego Radia – orkiestra (Hope for us)
- Pam Sheyne – chórki (1, 10)
- Paul Carrack – organy (13)
- Paul „Wix” Wickens – gitara basowa, programowanie perkusji (Hope for us)
- Peter Vanhooke – perkusja (9)
- Phil Todd – saksofon (9)
- Robert Catermole – asystent inżyniera dźwięku
- Shannon Rubicam – chórki (1)
- Simon Hurrell – inżynier dźwięku, mix
- Steve Pigott – instrumenty klawiszowe, gitara basowa, programowanie perkusji
- Tim Renwick – gitara (3)
- Tony Swain – dodatkowe instrumenty klawiszowe (1)
- Tracy Ackerman – chórki (4, 9, 12)
- Wendy Page – chórki (3)

Źródło: Tidal